# Shino nu își poate spune numele
Shino nu își poate spune numele (志乃ちゃんは自分の名前が言えない Shino-chan wa jibun no namae ga ienai?) este un manga scris și ilustrat de Shūzō Oshimi. Serializarea a început în revista web Poko Poko pe 21 decembrie 2011 și s-a încheiat pe 17 octombrie 2012. Cartea a fost tradusă de către editura Nemira pe 5 mai 2023. Un film live-action care adaptează cartea a fost lansat în 2018 cu numele “Shino can't say her own name”.

## Descriere
Oshima Shino e o fată care „nu își poate spune numele“. Reușește cu greu să își facă primii prieteni în liceu, încercând mereu să vorbească cu cineva. Însă cuvintele potrivite îi răsar întotdeauna mult prea târziu în minte. Oare anii adolescenței vor fi luminoși chiar și pentru o persoană atât de stângace ca Shino?

## Personaje principale
- Shino Oshima

O adolescentă cu o “boală” care o îngreunează din a spune unele cuvinte în public.
- Kayo Okazaki

Singurul coleg de clasă care nu a râs de Shino.
- Kikuchi

Prietenul lui Shino și Kayo.